# Tomba di Carrie Eliza Getty
La tomba di Carrie Eliza Getty, situata nel cimitero di Graceland a Chicago, Illinois, Stati Uniti, fu commissionata nel 1890 dal tycoon del legname Henry Harrison Getty per sua moglie. Fu progettata dal noto architetto americano Louis Sullivan dello studio Adler & Sullivan. Getty divenne familiare con il lavoro di Sullivan grazie ai vari progetti dell'architetto nel Loop, così come al mausoleo (anch'esso a Graceland) che Sullivan aveva progettato per il defunto socio di Getty, Martin Ryerson.

## Storia
La tomba Getty è stata considerata l'architettura più significativa del cimitero di Graceland, coincidente con l'inizio del coinvolgimento di Sullivan nello stile architettonico noto come la Scuola di Chicago.
La tomba, che si erge su un proprio appezzamento di terra triangolare, è composta da muratura in pietra calcarea. Di forma approssimativamente cubica, la metà inferiore della tomba è costituita da grandi blocchi di pietra calcarea liscia. La metà superiore è composta da un motivo rettangolare di ottagoni, ciascuno contenente un disegno a raggiera con otto punte. La cornice è fasciata da pietra calcarea liscia sopra intricati motivi a spirale sotto, e il bordo superiore della linea del tetto è dritto e orizzontale sul fronte e sul retro, mentre sui lati è concavo e ondulato.

## Finestra laterale
Avvicinandosi alla tomba, il punto focale converge sull'elaborato portone. Un ornato cancello e una porta in bronzo, che col tempo ha assunto una patina verde, sono sormontati da un ampio arco semicircolare. I conci, che si irradiano in lunghe e sottili zeppe, condividono bande concentriche alternate, semplici e intricatamente scolpite. I cancelli gemelli e la porta dietro di essi presentano una combinazione di dettagli geometrici e floreali che incorporano la raggiera vista nelle pareti superiori modellate. Gli altri tre lati della tomba ospitano finestre semicircolari rivestite in bronzo che imitano i dettagli dell'arco e della porta del fronte. Un calco in gesso della porta fu esposto all'Esposizione di Parigi del 1900, dove valse a Sullivan un premio.
Henry si unì a sua moglie nella tomba poco dopo essere morto a Parigi, in Francia, il 31 marzo 1919 (data secondo il suo necrologio nel Chicago Daily Tribune, pubblicato il 2 aprile 1919). La loro unica figlia Alice fu aggiunta nel 1946. Il 10 marzo 1971, la tomba fu designata come Landmark di Chicago.